# Aeroporto Juan Pablo Pérez Alfonso
O Aeroporto Internacional Juan Pablo Pérez Alfonzo (código IATA: VIG, código OACI: SVVG) é um aeroporto público venezuelano localizado na cidade de El Vigia, no estado de Mérida. É o maior aeroporto em número de passageiros da região andina venezuelana e ao sul do lago de Maracaibo, atendendo à cidade de Mérida. O aeroporto mantém operações nacionais regulares para as cidades de Caracas e Porlamar, assim como operações sazonais a destinos dentro do Caribe.

## História e Construção

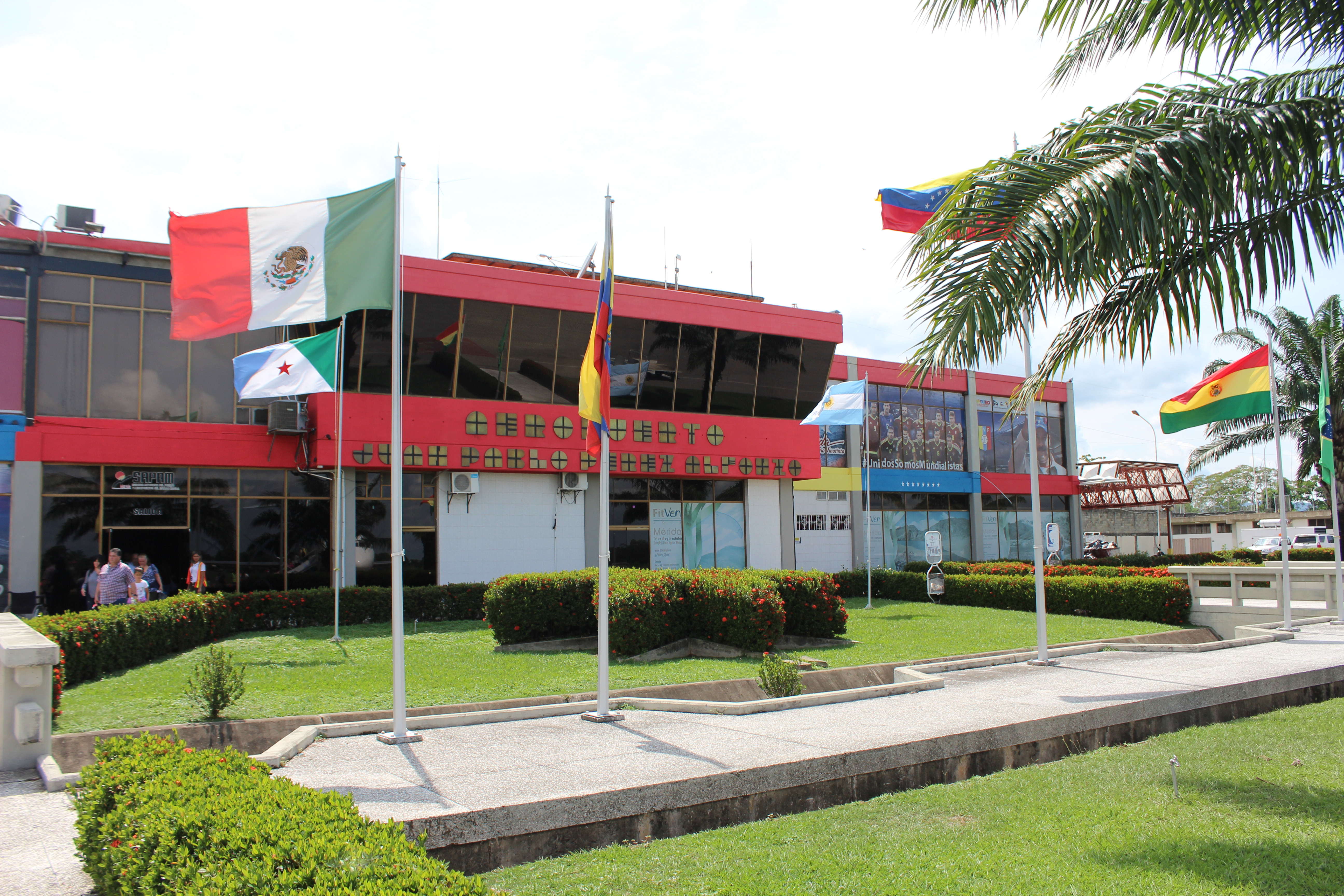
Terminal do Aeroporto Juan Pablo Pérez Alfonzo.

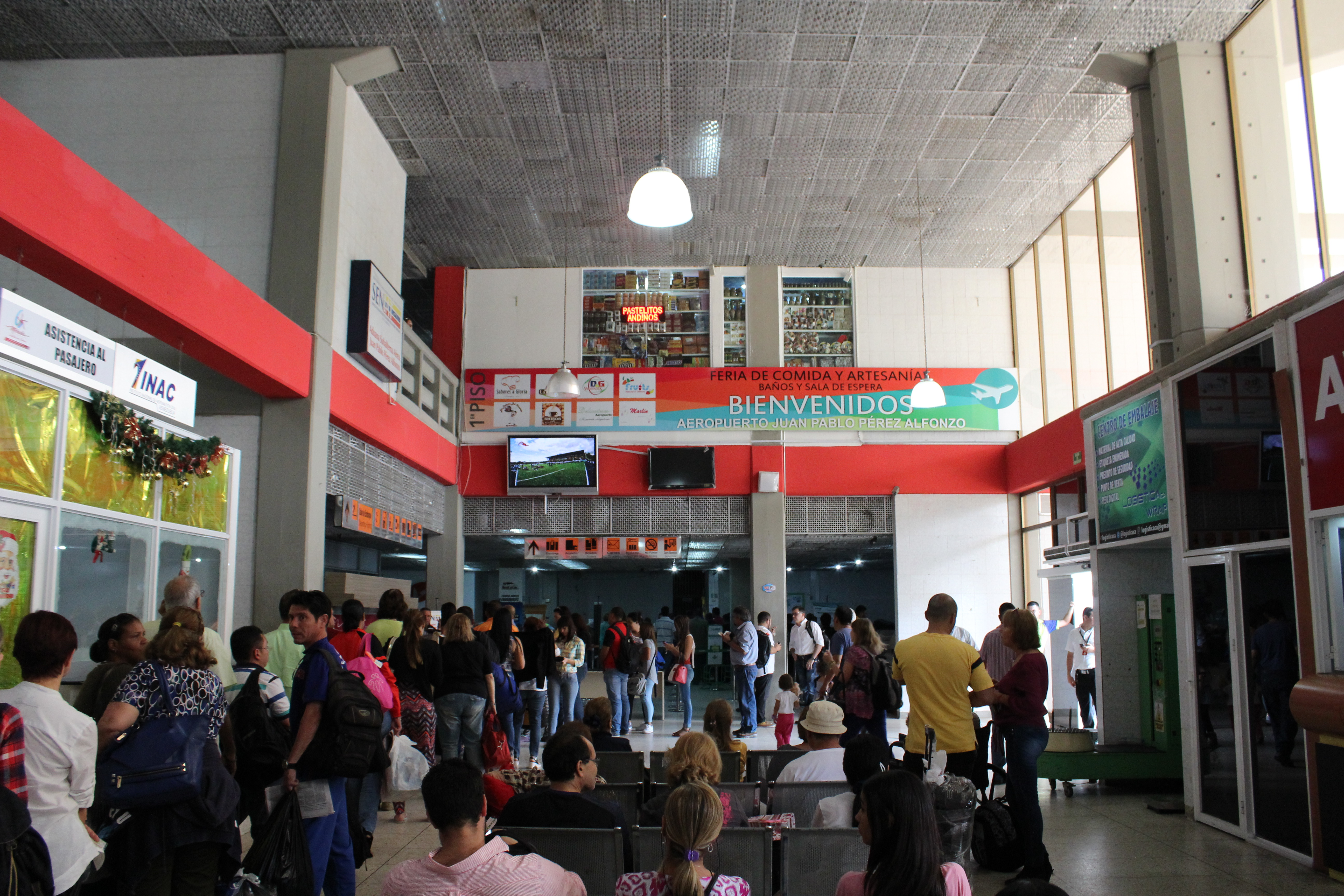
Interior do aeroporto.

O aeroporto internacional Juan Pablo Pérez Alfonzo começou com a ideia de várias pessoas ilustres da então população de El Vigia. No entanto, devido ao crescente desenvolvimento econômico, começou a criação de um projeto de transporte de carga e passagem por via aérea; Este momento é quando os senhores Roberto Smith Perera, Luis Penzini Fleury e Jesús Rondón Nucete lideraram a criação do aeroporto, que teve um custo na década de 1990 de 465,04 milhões de bolívares. O objetivo principal era construir um terminal aéreo capaz de lidar com aeronaves de corpo largo, como o Boeing 747 ou Douglas DC-10 em suas instalações. Um dos destaques do aeroporto é que a pista (mais de 3000 metros de extensão) é a segunda mais longa da Venezuela após o Aeroporto Internacional Maiquetía Simón Bolívar. A pista tem iluminação noturna, que permite operações de voo visual mesmo após o pôr-do-sol. Possui também uma plataforma de estacionamento de 30.750m² que está equipada com serviços de abastecimento de combustível através de encanamento direto para o avião. O aeroporto foi inaugurado em 31 de julho de 1991.

## Projetos, Remodelagens e Internacionalização
Uma vez que o aeroporto foi inaugurado em 1991, não sofreu grandes remodelações. No entanto, a instituição de controle adquiriu um equipamento de tecnologia francesa de ajuda por rádio em 1997. Mas foi até 2006, quando os aparelhos de rádio foram instalados e procederam a a apresentação do projeto de certificação de internacionalização.

## Cobertura Regional
Após a cessação das operações de voos comerciais no Aeroporto Nacional Alberto Carnevalli da Cidade de Mérida após o acidente aéreo da SBA Airlines, voo 518 da Santa Bárbara Airlines, este terminal aéreo cobriu as necessidades de toda a entidade andina, bem como a Zona Sul do Lago de Maracaibo, uma vez que mantém uma distância inferior a 1 hora e 30 minutos de importantes pontos demográficos. Mesmo que o Instituto Nacional de Aeronáutica Civil, após o pedido do presidente venezuelano naquela época, Hugo Chávez autorizou a retomada das operações no aeroporto Alberto Carnevalli. Mas, primeiro autorizou o SAPAM (Serviço Autônomo do Porto e Aeroportos de Mérida) a permitir operações Somente para a Conviasa, a Avior Regional Avior Airlines foi autorizada para as pessoas que preferem viajar desde El Vigía devido ao medo que causou às pessoas o voo 518 da Santa Bárbara Airlines
- Área Metropolitana de Mérida - 90 minutos - 504.287 habitantes.
- Santa Bárbara do Zulia, Estado Zulia - 40 minutos - 71.821 habitantes.
- Tovar e Zona do Vale do Mocotíes - 30 minutos - 95.582 habitantes.
- Coloncito, San Simón e A Tendida do estado Táchira - 1 hora e 30 minutos - 42.000 habitantes.
- Nova Bolívia - Palmarito, Tucaní, Bobures - Caixa Seca - 1 hora e 30 minutos - 140.000 habitantes